# Europejskie Igrzyska Halowe w Lekkoatletyce 1968 – sztafeta 1+2+3+4 okrążenia mężczyzn
Sztafeta szwedzka 1+2+3+4 okrążenia mężczyzn – jedna z konkurencji biegowych rozgrywanych podczas lekkoatletycznych europejskich igrzysk halowych w hali Palacio de Deportes w Madrycie. Rozegrano od razu bieg finałowy 10 marca 1968. Długość jednego okrążenia wynosiła 182 metry. Zwyciężyła reprezentacja Związku Radzieckiego. Tytułu z poprzednich igrzysk nie broniła sztafeta Republiki Federalnej Niemiec.

## Rezultaty

### Finał
Rozegrano od razu bieg finałowy, w którym wzięły udział 4 sztafety.

Opracowano na podstawie materiału źródłowego.
| Miejsce | Reprezentacja  | Zawodnicy                                                               | Czas   |
| ------- | -------------- | ----------------------------------------------------------------------- | ------ |
| 1       | ZSRR           | Aleksandr Lebiediew, Borys Sawczuk, Igor Potapczenko, Siergiej Kriuczok | 3:52,2 |
| 2       | Polska         | Marian Dudziak, Waldemar Korycki, Andrzej Badeński, Edmund Borowski     | 3:54,6 |
| 3       | Hiszpania      | José Luis Sánchez, Ramón Magariños, Alfonso Gabernet, José María Morera | 4:02,7 |
| –       | Czechosłowacja | Petr Utěkal, Ladislav Kříž, Pavel Hruška, Jan Kasal                     | DNF    |